# Mario Cipriani (cyclisme)
Pour les articles homonymes, voir Mario Cipriani.
Mario Cipriani (né le 29 mai 1909 à San Giusto di Prato, en Toscane et mort le 10 juin 1944 à Ferrare) est un coureur cycliste italien de l'entre-deux-guerres.

## Biographie
Professionnel de 1929 à 1943, Mario Cipriani a notamment remporté une étape du Tour d'Italie 1933, Milan-Turin en 1934 et le Tour de Toscane en 1934 et 1935.

## Palmarès
- 1928
  - Giro del Casentino
  - Coppa Zucchi
  - 2e de la Coppa Cavacciocchi
- 1931
  -  Champion d'Italie des indépendants
  - Due Provincia Prato
  - Tour du Piémont
  - Tour des deux provinces de Messine
  - 3e étape du Tour de Campanie
  - 9e du championnat du monde sur route amateurs
- 1932
  - Milan-Modène
  - 2e de Milan-La Spezia
  - 5e du Tour de Lombardie
- 1933
  - 6e étape du Tour d'Italie
  - Due Provincia Prato
  - 1re étape de Predappio-Rome
  - 6e du Tour de Lombardie
  - 9e du Tour d'Italie
- 1934
  - Due Provincia Prato
  - Milan-Turin
  - Tour de Toscane
  - Tour des Alpes Apuanes
  - 2e du championnat d'Italie sur route
  - 2e du Tour de Campanie
  - 2e du Tour de Lombardie
  - 10e du Tour de Suisse
- 1935
  - Tour de Toscane
  - 3e du Tour du Latium
  - 3e de Milan-San Remo
  - 3e du Tour des Quatre Provinces
- 1936
  - 2e du Tour de Toscane
  - 3e de Milan-Turin
  - 9e de Milan-San Remo

## Résultats sur les grands tours

### Tour d'Italie
7 participations
- 1931 : 18e
- 1932 : 18e
- 1933 : 9e, vainqueur de la 6e étape
- 1935 : 12e, 3e du classement de la montagne
- 1936 : abandon (3e étape)
- 1937 : 21e
- 1939 : non-partant (14e étape)

### Tour de France
1 participation
- 1935 : abandon (2e étape)